# Droga krajowa B428 (Niemcy)
Droga krajowa 428 (niem. Bundesstraße 428) – niemiecka droga krajowa przebiegająca na osi północ - południe i stanowi wschodnią obwodnicę Bad Kreuznach będąc połączeniem między drogą B41 na północy a drogą B420 na południu.